# Амсар (Дагестан)
Амсар (рут. Амцурды) — село в Рутульском районе Дагестана. Центр Амсарского сельского поселения. Одно из древних сёл Рутульского района.

## Географическое положение
Расположено на высоте 1449 метров над уровнем моря, в долине реки Самур, в 11 км северо-западнее районного центра села Рутул, недалеко расположено село Лучек.

## Население
| 1895 | 1926 | 1939 | 1970 | 1989 | 2002 | 2010 |
| ---- | ---- | ---- | ---- | ---- | ---- | ---- |
| 347  | ↘309 | ↗326 | ↗404 | ↘384 | ↗520 | ↘460 |
| 2021 |      |      |      |      |      |      |
| ↗488 |      |      |      |      |      |      |

Моноэтническое рутульское село. В настоящее время в селе проживают представители 8 тухумов:
Гьаджийер (потомки пришельцев из арабских стран-основатели села), Саьхайер, Ибримайер, Гьаӏсилайер, Таракамайер, Кӏарутӏар, Гьаӏсасайер, Адиширинар.